# Reuzenbosral
De reuzenbosral (Aramides ypecaha) is een vogel uit de familie van de rallen, koeten en waterhoentjes (Rallidae).

## Verspreiding en leefgebied
Deze soort komt voor van oostelijk Paraguay tot zuidoostelijk Brazilië, Uruguay en noordoostelijk Argentinië.